# ستيف كرامر (لاعب كرة سلة)
ستيف كرامر (1945 بساندي في الولايات المتحدة - ) (بالإنجليزية: Steve Kramer)‏ هو لاعب كرة سلة أمريكي في مركز مدافع مسدد الهدف. لعب مع BYU Cougars men's basketball ‏.

## وصلات خارجية
- ستيف كرامر على موقع سبورتس رفرنس (الإنجليزية)
- ستيف كرامر على موقع كلية كرة السلة في سبورتس رفرنس.كوم (الإنجليزية)
- ستيف كرامر على موقع ريلجم (الإنجليزية)